# Третий стиль древнеримской живописи
Третий стиль, это один из четырёх «стилей» (но было бы корректнее называть их декоративными схемами) римской стенописи. Также этот стиль называют орнаментальным стилем. Его начало приходится на середину I века, на эпоху Клавдия (41-54).
Этот стиль, как и предыдущий, обладает перспективой и трёхмерными характеристиками на плоском фоне, предпочтительно окрашенным в тёмные цвета и уподобляемым шторам или обоям. В центре этого находились нарисованные, светлые, маленькие панели, изображающие сцены разных жанров. Обычно украшенные канделябрами, фигурами крыльев, побегами растений.
На раскопках в Помпеях разукрашенные панели в этом стиле найдены на стене обеденного зала на вилле Порта Марина и доме Лукрецио Фронтоне. Другие примеры этого стиля обнаружены на вилле Империале в Помпеях, на Боскотреказе, и в (доме Фарнезины в Риме.

Образцы
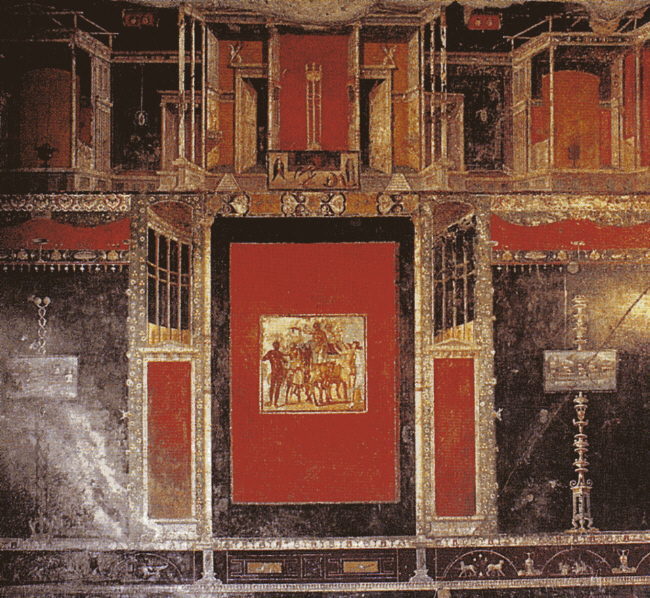
Дом Лукрецио Фронтоне, терраса, Помпеи
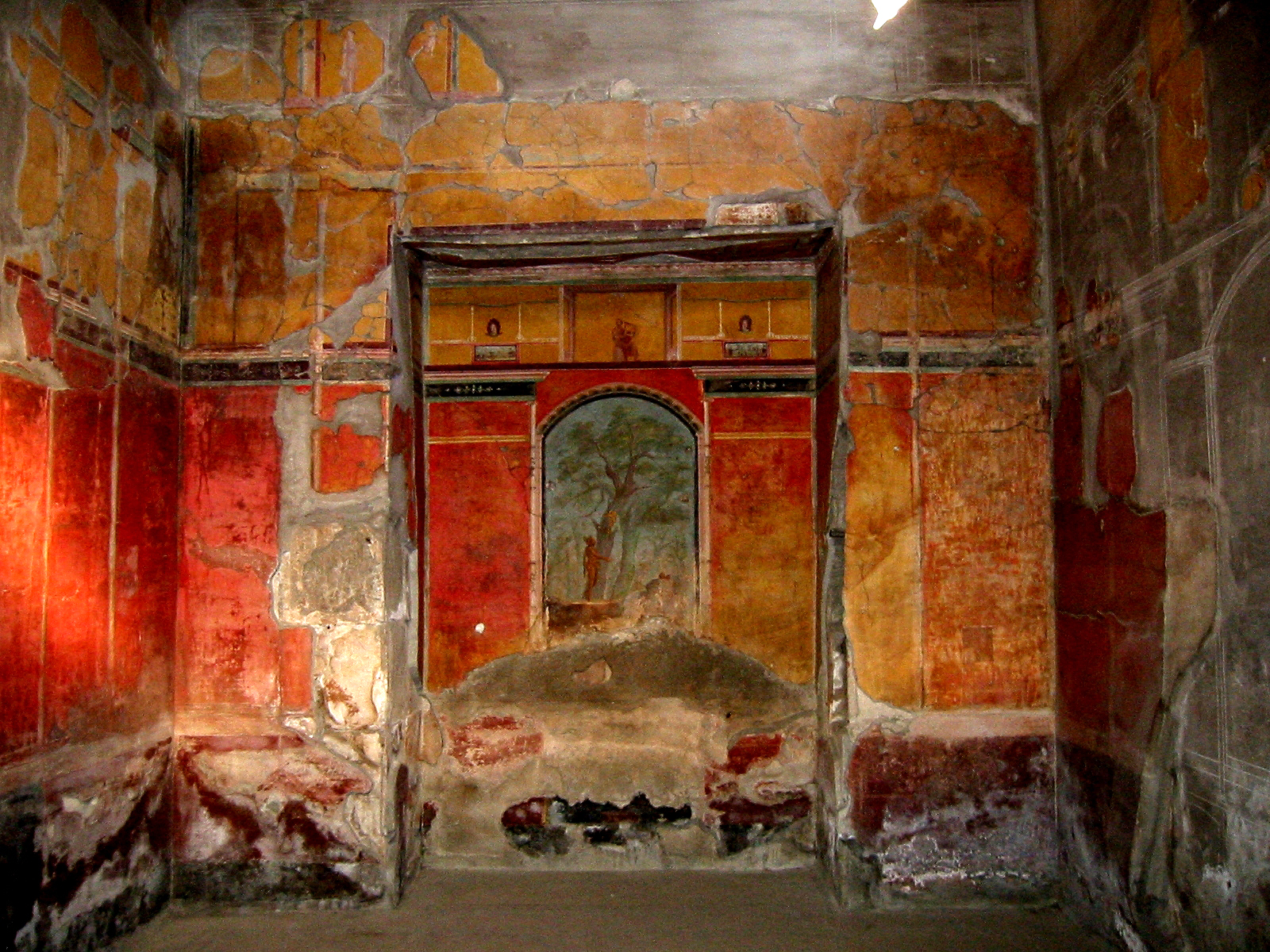
Кальдарий виллы Поппея в Оплонтисе
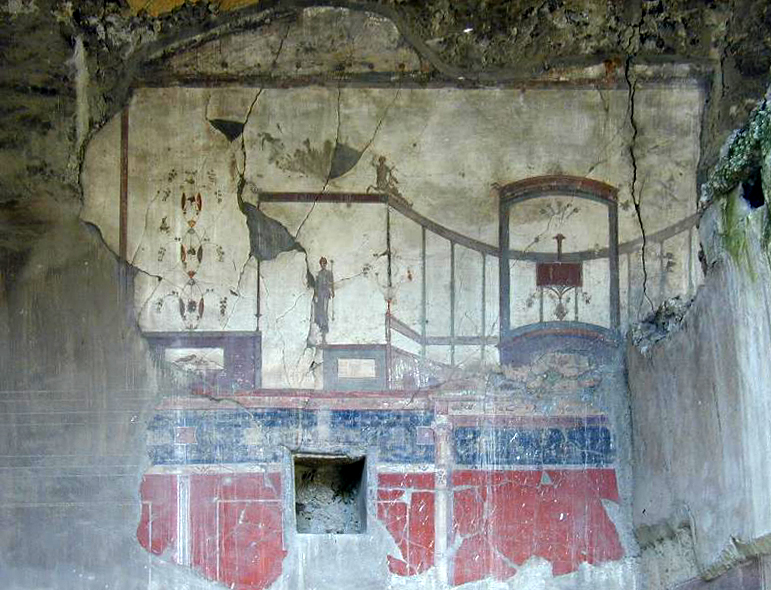
Геркуланум, Caupona
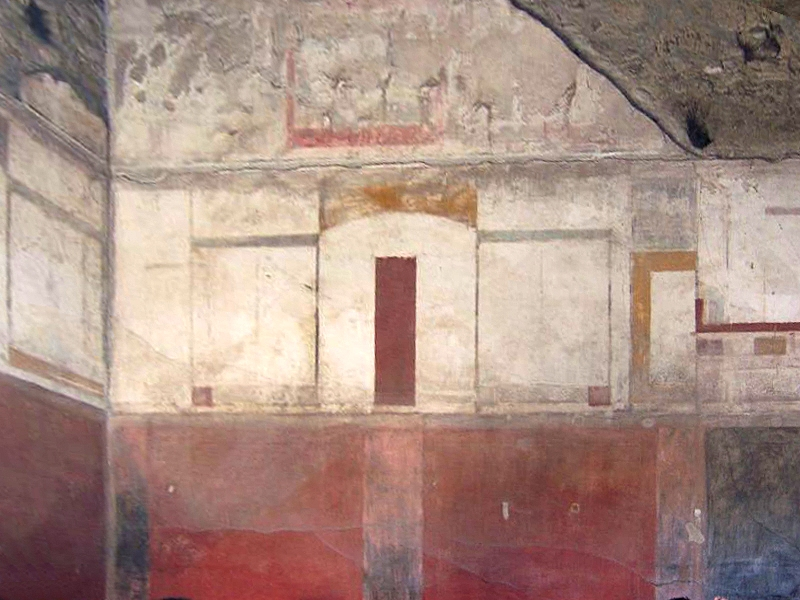
Помпеи, Дом Cei, атриум
Вилла Боскотреказе
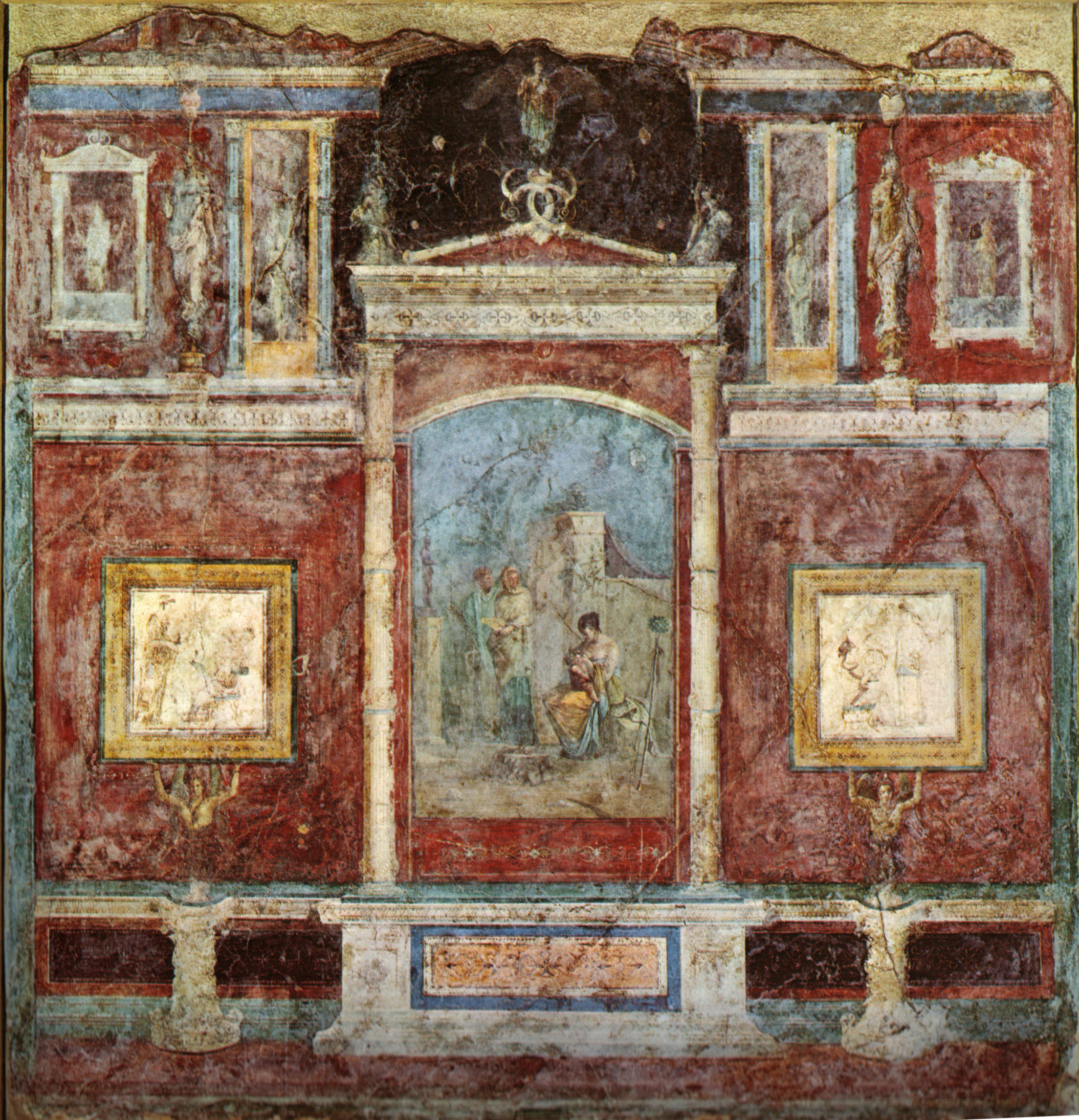
Дом Фарнезины, спальня "Б"
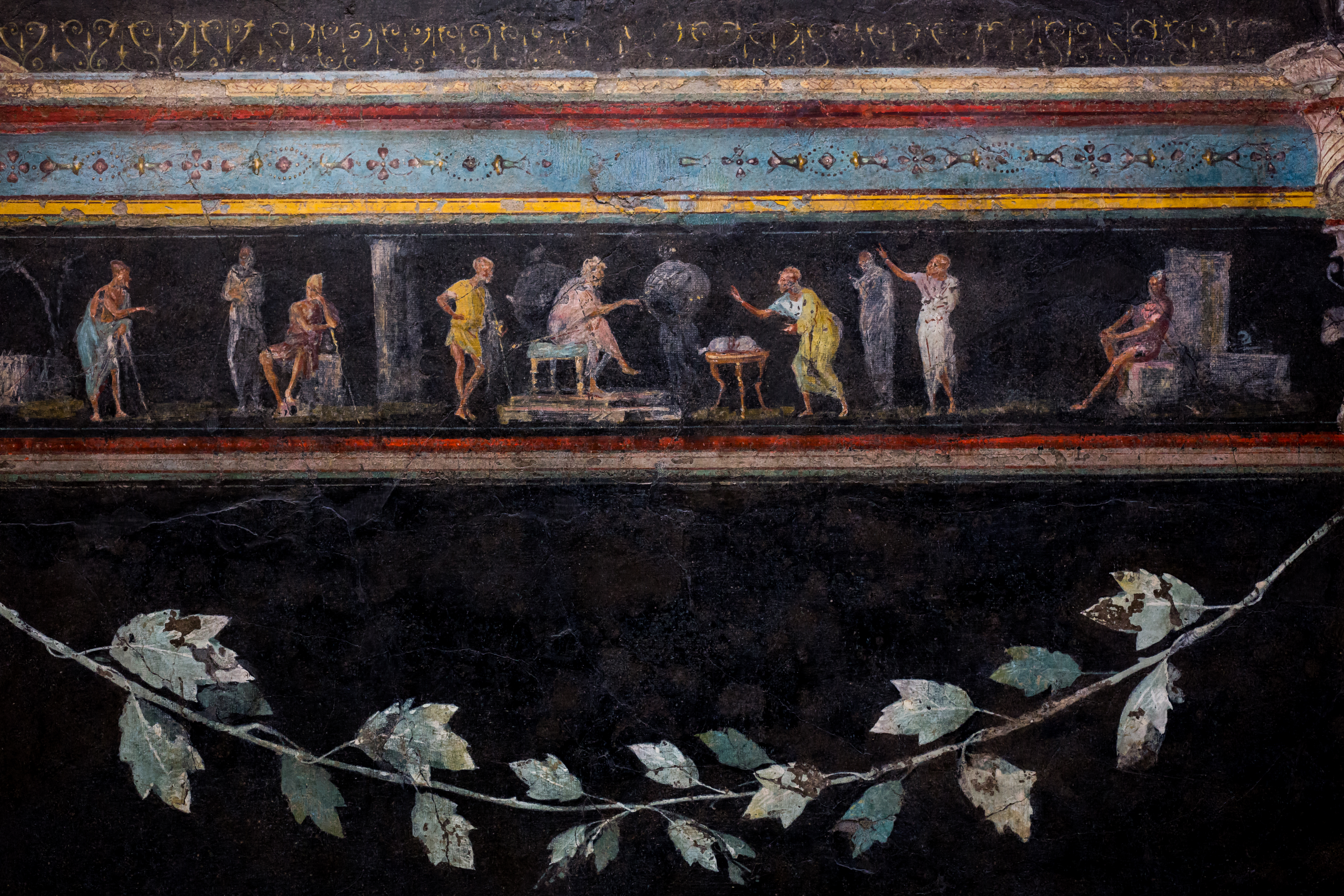
Дом Фарнезины, Чёрный зал